# STILL SHINE
STILL SHINE（スティル･シャイン）とは、2007年4月2日から2008年3月31日まで、J-WAVEの平日深夜28:00から29:00に放送された音楽番組である。

## 放送時間
- 月曜-金曜 28:00-29:00

## 内容
ナビゲーターは手島里華。
ナビゲーターによる番組タイトルコールに続いて 「昨日でも今日でもない　この1時間　／　時代を超えて輝き続ける音楽を、あなたに」 のナレーションで始まる。
これ以降は「色あせないクラシックとオールディーズ」（J-WAVEサイトの番組表の情報より）の曲と、4,5曲掛かる毎に入る曲紹介（曲名と演者）のナレーションのみにて番組構成される。CMは一切入らない。この1時間の番組で掛かる曲数は13曲前後。
クラシック音楽と1960年代から1990年代の洋楽のスタンダードナンバーやヒット曲が主に選曲されている。